# 바텐베르크 공자 모리스
바텐베르크 공자 모리스(영어: Prince Maurice of Battenberg, 본명: 모리스 빅터 도널드(Maurice Victor Donald), 1891년 10월 3일 ~ 1914년 10월 27일)는 영국의 왕족, 군인이다.

## 생애
스코틀랜드 애버딘셔에 위치한 밸모럴 성에서 하인리히 폰 바텐베르크 공자와 영국 공주 베아트리스의 막내 아들로 태어났으며 빅토리아 여왕의 외손자 중 막내이기도 하다. 그의 아버지인 하인리히는 율리아 하우케와의 귀천상혼을 한 알렉산더 폰 헤센다름슈타트 공자의 아들로서 영국 육군 사관을 역임했다. 그의 누나인 빅토리아 에우게니 폰 바텐베르크는 스페인의 알폰소 13세 국왕의 왕비이기도 하다.
원래는 "각하"(His Serene Highness)라는 경칭을 부여받았지만 1886년 빅토리아 여왕의 칙령에 따라 "전하"(His Highness)라는 경칭을 부여받았다. 4형제 중에서 유일하게 아버지를 닮은 막내 아들이었지만 4세 시절에 아버지와 사별했다. 아버지와 닮은 외모를 가진 모리스는 그의 어머니였던 베아트리스 공주에게는 자신의 마음에 드는 아들로 여겨졌다.
잉글랜드 하트퍼드셔주 로커스 파크 학교(Lockers Park Prep School), 웰링턴 칼리지(Wellington College)를 졸업했다. 1914년 제1차 세계 대전이 발발하면서 영국 육군 소총병 부대에 입대했다. 1914년 10월 벨기에 이퍼르에서 일어난 제1차 이프르 전투에 참전하던 도중에 폭격을 받고 전사했다.